# ח

筆記体

ח（ヘット、ヘブライ語: חי״ת, חֵית ḥet）はヘブライ文字の8番目の文字。ヘブライ数字の数価は8。

## 音声
本来は無声咽頭摩擦音/ħ/を表す。ただし紀元前1千年紀前半にはこの文字はおそらく無声咽頭摩擦音/ħ/と無声軟口蓋摩擦音/x/の2つの音を表していた。後に両者の区別は消滅した。
現代ヘブライ語では無声軟口蓋摩擦音/x/を表し、כ（カフ）の摩擦音としての発音と同音になる。

## 起源
この文字の起源は明らかでない。ウィリアム・オルブライトは垣根を描いた文字に由来するかと言っている。